# Тимельовець рудий
Тимельове́ць рудий (Pterorhinus poecilorhynchus) — вид горобцеподібних птахів родини Leiothrichidae. Ендемік Тайваню.

## Опис
Довжина птаха становить 27–29 см. Голова, верхня частина тіла і груди рудувато-коричневі або охристо-коричневі, крила каштаново-коричневі. Через очі проходять чорні смуги, навколо очей плями синьої голої шкіри. Нижня частина грудей і живіт сірі. Кінчик хвоста світлий.

## Поширення і екологія
Руді тимельовці є ендеміками вологих гірських тропічних лісів Тайваня. Зустрічаються на висоті від 340 до 2100 м над рівнем моря. Живляться комахами і насінням. Сезон розмноження триває в травні-червні. В кладці від 2 до 5 яєць.